# Bezděkov (Žatec)
Bezděkov (německy Bezdiek) je vesnice nacházející se v okrese Louny a současně místní část Žatce. V roce 2021 zde trvale žilo 338 obyvatel.

## Název
Název vesnice je odvozen z osobního jména Bezděk ve významu Bezděkův dvůr. V historických pramenech se objevuje ve tvarech: de Bezdiekowa (1356), de Bezdiecow (1371), na Bezdiekowie (1434), pod Bezděkovem (1543), Bezdiek (1787) a Bezděk nebo Bezděkow (1846).

## Historie
První písemná zmínka o vesnici je z roku 1356, kdy na zdejší tvrzi sídlil zeman Jindřich z Bezděkova. Jindřich vesnici pravděpodobně i s dalším majetkem na předměstí Žatce roku 1368 prodal Albertovi z Kolovrat. Roku 1416 vesnice patřila Janovi z Kolovrat, který brzy poté zemřel. Roku 1420 tvrz pro krále Zikmunda obsadili Janovi švagři Jaroslav a Plichta ze Žerotína. Jejich posádka škodila blízkému Žatci, a proto tvrz dobyl vojenský oddíl pražanů. Již roku 1421 však Němci tvrz dobyli zpět a pobořili ji. Vesnici poté získal Albert z Kolovrat, syn Jana z Kolovrat, který ji držel ještě roku 1443. Albert nechal bezděkovskou tvrz obnovit, ale později ji se vsí prodal žateckému měšťanovi Klimentu Varmužkovi, a sám se přestěhoval na hrad Krakovec.
Kliment Varmužka přenechal vesnici s polovinou tvrze synu Janovi, který mu ji kvůli dluhům musel prodat zpět. Roku 1464 vesnice patřila Eleně Varmužkové, vdově nejspíše po Janovi, a jejímu druhému manželu Čečkovi. V posledních dvou desetiletích patnáctého století Bezděkov získali Sekerkové ze Sedčic. Roku 1484 patřil Čeňkovi ze Sedčic, po kterém se majiteli stali jeho synové. Po nich Jaroslav Sekerka prodal pobořenou tvrz městu Žatci, kterému patřila až do roku 1850. Tvrz se nedochovala, ale údajně stála na ostrohu nad Ohří v místech s pomístním názvem Na Zámku.

## Obyvatelstvo
Při sčítání lidu v roce 1921 zde žilo 521 obyvatel (z toho 251 mužů), z nichž bylo 63 české a 448 německé národnosti. Většina byla římskokatolického vyznání, ale žili zde dva evangelíci, čtyři židé a pět lidí bez vyznání. Podle sčítání lidu z roku 1930 měla vesnice 558 obyvatel, z nichž bylo 111 Čechoslováků, 442 Němců, čtyři cizinci a jeden člověk jiné národnosti. V náboženství stále dominovalo římskokatolické vyznání. Počet evangelíků vrostl na sedm, deset lidí se hlásilo k církvi československé a bez vyznání bylo šestnáct lidí.
|           | 1869 | 1880 | 1890 | 1900 | 1910 | 1921 | 1930 | 1950 | 1961 | 1970 | 1980 | 1991 | 2001 | 2011 |
| --------- | ---- | ---- | ---- | ---- | ---- | ---- | ---- | ---- | ---- | ---- | ---- | ---- | ---- | ---- |
| Obyvatelé | 261  | 348  | 349  | 557  | 529  | 521  | 558  | 354  | 420  | 293  | 257  | 239  | 255  | 259  |
| Domy      | 47   | 51   | 57   | 82   | 85   | 93   | 98   | 98   | 94   | 87   | 77   | 83   | 84   | 102  |

## Zajímavosti
- Zdejší kaple svaté Anny pochází z roku 1823.
- Na katastru Bezděkova se nachází významný krajinný prvek – lokalita kriticky ohroženého živočicha listonoha letního.
- V Bezděkově má dlouhou tradici pěstování chmele.